# Dodonaea serratifolia
Dodonaea serratifolia är en kinesträdsväxtart som beskrevs av Mcgillivray. Dodonaea serratifolia ingår i släktet Dodonaea och familjen kinesträdsväxter. Inga underarter finns listade i Catalogue of Life.